# Bill Zopf
William Charles Zopf jr., detto Bill (Monaca, 7 giugno 1948), è un ex cestista statunitense, professionista nella NBA.

## Carriera
Venne selezionato dai Milwaukee Bucks al secondo giro del Draft NBA 1970 (33ª scelta assoluta).